# Amtsgericht Perleberg

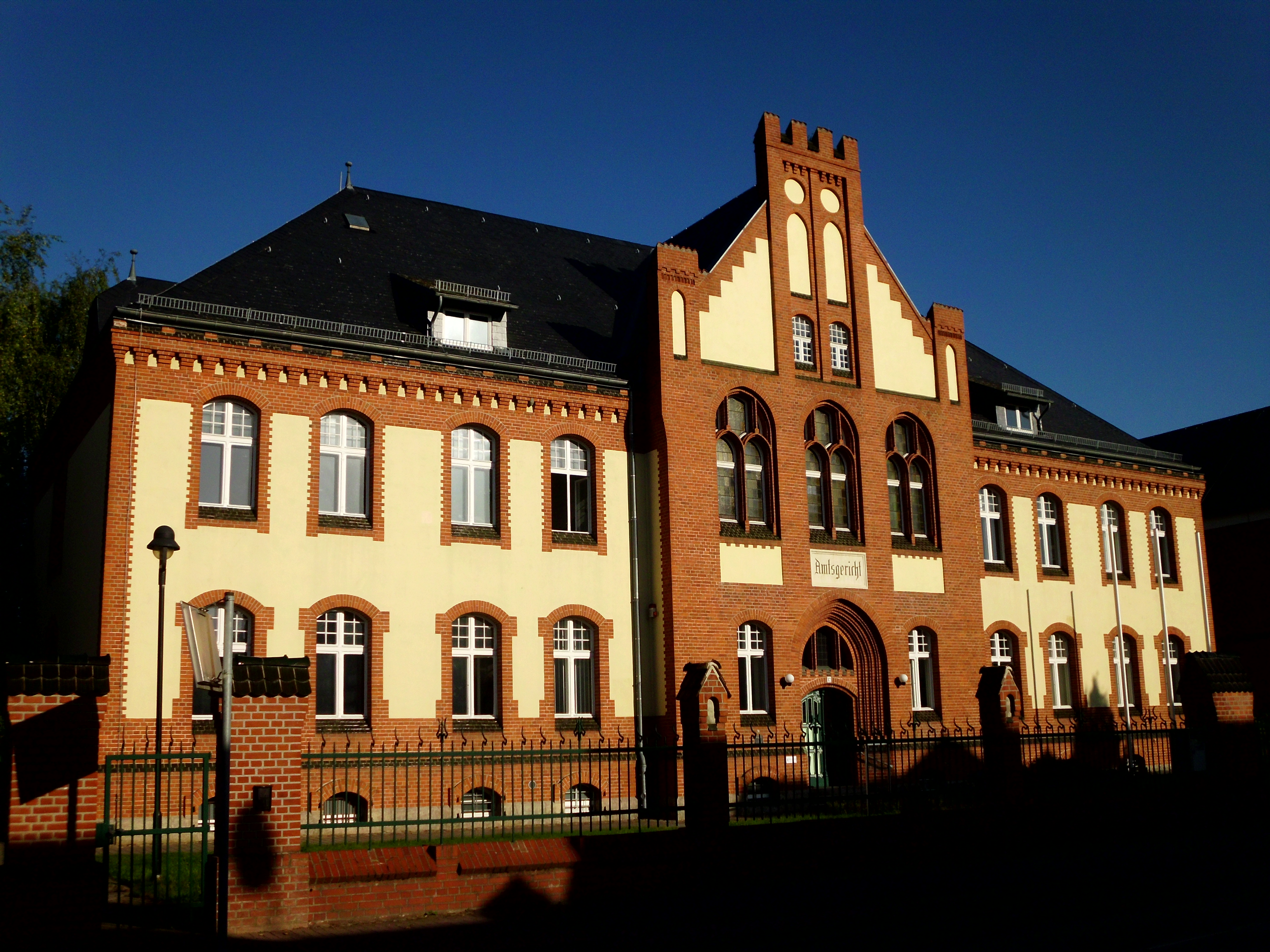
Amtsgericht

Das Amtsgericht Perleberg ist als eines von 24 Amtsgerichten im Bundesland Brandenburg eine Institution der ordentlichen Gerichtsbarkeit. Das Gerichtsgebäude in Perleberg, Lindenstraße 12, steht unter Denkmalschutz.

## Amtsgerichtsbezirk
Der Bezirk des Amtsgerichts Perleberg erstreckt sich auf den Landkreis Prignitz.

## Zuständigkeit und Aufgaben
In den Zuständigkeitsbereich des Amtsgerichts fallen Zivilsachen, Familiensachen, Strafsachen, Ordnungswidrigkeitssachen, Vormundschafts-, Betreuungs- und Unterbringungssachen, Güterrechtsregistersachen, Wohnungseigentumssachen, Nachlasssachen, Grundbuchsachen, Hinterlegungssachen und Zwangsvollstreckungssachen.

## Übergeordnete Gerichte
Im Instanzenzug übergeordnet sind das Landgericht Neuruppin, das Brandenburgische Oberlandesgericht (in Brandenburg an der Havel) und der Bundesgerichtshof.

## Geschichte
Ab 1849 bestand das Kreisgericht Perleberg. Übergeordnet war das Appellationsgericht Frankfurt a. d. Oder. Im Rahmen der Reichsjustizgesetze wurden diese Gerichte aufgehoben und reichsweit einheitlich Oberlandes-, Land- und Amtsgerichte gebildet.
Das königlich preußische Amtsgericht Perleberg wurde mit Wirkung zum 1. Oktober 1879 als eines von 15 Amtsgerichten im Bezirk des Landgerichtes Neuruppin im Bezirk des Kammergerichtes gebildet. Der Sitz des Gerichts war die Stadt Perleberg.
Sein Gerichtsbezirk umfasste den Landkreis Westprignitz ohne die Teile, die den Amtsgerichten Havelberg, Lenzen, Pritzwalk und Wittenberge zugeordnet waren.
Am Gericht bestanden 1880 drei Richterstellen, es war damit ein mittelgroßes Amtsgericht im Landgerichtsbezirk. Gerichtstage wurden in Warnow gehalten.
1951 wurde das Amtsgericht Havelberg in eine Zweigstelle des Amtsgerichts Perleberg umgewandelt. 1952 wurden in der DDR die Amtsgerichte abgeschafft und stattdessen Kreisgerichte gebildet. Perleberg kam zum Kreis Perleberg, zuständiges Gericht war damit das Kreisgericht Perleberg im Bezirk des Bezirksgerichts Potsdam. Das Amtsgericht Perleberg wurde aufgehoben.
Das Brandenburgische Gerichtsneuordnungsgesetz (BbgGerNeuOG) verkündet als Artikel 1 des Gesetzes zur Neuordnung der ordentlichen Gerichtsbarkeit und zur Ausführung des Gerichtsverfassungsgesetzes im Land Brandenburg vom 14. Juni 1993 verfügte zum 1. Dezember 1993 die Fortführung der bestehenden Kreisgerichte als Amtsgerichte, die Fortführung der Bezirksgerichte in Cottbus, Frankfurt (Oder) und Potsdam als Landgerichte und die Errichtung eines weiteren Landgerichts in Neuruppin. Damit entstand das Amtsgericht Perleberg neu.

## Gebäude
Das Amtsgericht nutzte zunächst Räume im Rathaus. Ab etwa 1875 gab es Pläne für den Neubau eines Gerichtsgebäudes. Zunächst wurde 1880–1881 ein Gerichtsgebäude durch Kreisbauinspektor Toebe errichtet. 1898 wurden unter Leitung von Lothar Krüger die Pläne für ein neues Amtsgerichtsgebäude ausgearbeitet, das zwischen 1899 und 1900 unter der Aufsicht von Regierungsbaumeister Philipp Nitze und Kreisbaumeister Heinrich Cummerow errichtet wurde. Von 1992 bis 2000 wurde das Gebäude saniert und ein Erweiterungsbau hinzugefügt. Das frühere Gefängnis hinter dem Hof des Amtsgerichts wird als Grundbuchamt genutzt.
Der zweigeschossige und elfachsige Bau aus Ziegel-Mauerwerk mit Putzblenden wird von einem Walmdach bedeckt. Bemerkenswert sind der Mittelrisalit mit Blendmaßwerk und der Stufengiebel. Das Amtsgericht mit Gefängnis und Einfriedung steht als Baudenkmal unter Denkmalschutz.

## Richterinnen und Richter
- Adolf Zander
- Christine Kirbach